# مالتز
مالتز یا مالتیز (به انگلیسی: Maltese (dog))، نام یکی از نژادهای سگ است که خاستگاه آن به منطقهٔ مدیترانه‌ای مرکزی بازمی‌گردد. نژاد مالتز به‌طور میانگین ۱۲ تا ۱۵ سال عمر می‌کند. وزن جنس نر مالتز ۳–۸ پوند (۱٫۴–۳٫۶ کیلوگرم) است و وزن جنس مادهٔ آن ۲–۷ پوند (۰٫۹۱–۳٫۱۸ کیلوگرم). قد جنس نر مالتز ۸–۱۰ اینچ (۲۰–۲۵ سانتیمتر) است و قد جنس مادهٔ آن ۸–۹ اینچ (۲۰–۲۳ سانتیمتر). مالتز در هر بار زایمان میانگین ۱ تا ۳ توله می‌زاید.
- مشارکت‌کنندگان ویکی‌پدیا. «Maltese (dog)». در دانشنامهٔ ویکی‌پدیای انگلیسی، بازبینی‌شده در ۲۳ مارس ۲۰۱۷.